# Remonte
Remonte (französisch für Ersatzpferd) ist eine Bezeichnung innerhalb der klassischen Reitkunst und in der Kavallerieausbildung für ein Pferd, das noch in seiner Grundausbildung ist. Es wird nochmals unterschieden in eine junge Remonte im ersten Ausbildungsjahr, das mit Longieren und Gewöhnen an das Gewicht des Reiters beginnt und Geradeausreiten sowie Zirkelreiten in allen drei Grundgangarten umfasst, und eine alte Remonte im zweiten und ggfs. dritten Ausbildungsjahr, wobei der Ausbildung die leichteren Elemente der Campagneschule hinzutreten. Die Anschaffung junger Pferde für militärische Zwecke wurde als Remontierung bezeichnet.
Im militärischen Bereich (Deutschland, vor allem 19. und Beginn des 20. Jahrhunderts) verstand man unter Remonten drei- und vierjährige Pferde. Sie wurden für die jährlich ausgemusterten Pferde benötigt, z. B. gab es um 1900 bei einem Bestand des kaiserlichen Heeres von 98.000 Pferden 11.000 Remonten. Das preußische Militär kaufte sie vor allem in Ost- und Westpreußen, dem bis um 1945 größten geschlossenen Pferdezuchtgebiet der Welt, in dem z. B. das Hauptgestüt Trakehnen lag; ein kleinerer Teil kam aus Gestüten bei Hannover und im übrigen Norddeutschland, z. B. aus dem Gestüt Hunnesrück. Die bayerische, sächsische und württembergische Armee bezogen ihre Remonten überwiegend aus dem eigenen Land. Die meisten waren Warmblüter wie ostpreußische Trakehner, die anderen kaltblütig. Die Vierjährigen kamen in der Regel gleich in die Truppe. Die Dreijährigen wurden ein Jahr in ein Remonte-Depot eingestallt. Preußen hatte über 20 Depots, Sachsen vier. Hier reiften unter straffer täglicher Bewegung in allen Gangarten Anatomie und Pferdepsyche, wobei noch nicht geritten wurde. Die Tiere gewöhnten sich an Stallkasernen und Militärumgebung wie Schüsse, Pauken und Fahnen. Danach hatten sie als Zugpferde bei der Artillerie und im Transportdienst (Train) neun Jahre, als Reitpferde bei den berittenen Truppen und Stäben zehn Jahre vor sich. Im ersten Truppenjahr mit Ausbildung galten sie noch als Remonten.
Weil Pferde bedeutend für den Transport von Soldaten und Kanonen waren, galt die Pferdeausfuhr als Waffenexport.
Der Ankauf von Pferden für das ehemalige österreichisch-ungarische Heer erfolgte durch die sogenannte Remonte-Kommission und wurde als Assentierung bezeichnet.